# カプリル酸
カプリル酸（カプリルさん、caprylic acid）は、炭素数8の直鎖状脂肪酸で、IUPAC系統名はオクタン酸 (octanoic acid) である。天然にはココナッツや母乳などに含まれる。常温常圧においては、弱い不快な腐敗臭を持つ油状の液体である。なお、水にはほとんど溶けない。
工業的には香料として用いられるエステルの合成や染料の製造に利用される。

## 生理作用と応用
抗菌活性を持ち、しばしばカンジダ症の治療に供される。栄養学者エリカ・ホワイト (Erica White) によれば、カプリル酸は腸に感染したカンジダ菌への対処に有効である。カンジダ菌は腸でコロニー形成することも多いが、長鎖脂肪酸が存在すると細胞膜組織に侵入しにくくなる。このため栄養学者はカンジダ症の患者にはまずカプリル酸を勧め、その後クローブ油やオレガノ油などの植物油に移行する。それらの植物油には、より簡単に筋肉・関節・洞といった体組織に浸透しやすい、短い鎖長の脂肪酸が含まれている。
バクテリア感染症の治療にも用いられる。
カプリル酸は胃で作られるペプチドホルモン、グレリンの3番目のアミノ酸残基であるセリンに結合し、そのヒドロキシ基（OH基）をアシル化する。これによりグレリンは活性型となり、視床下部の摂食中枢に作用して空腹感をもたらす。他の脂肪酸も同様な効果を持つとされる。

## 多く含む食品
カプリル酸を多く含む食品には次のものが代表的である。
- ココナッツオイル
- バター